# Мец, Кристиан
Кристиа́н Ме́ц (фр. Christian Metz; 12 декабря 1931 года, Безье, Франция — 7 сентября 1993, Париж, Франция) — французский теоретик кино и киносемиотик, ведущий представитель неклассической французской киноэстетики. Наибольшую известность получил как разработчик структурно-психоаналитической теории кино, основанной на семиотической теории Фердинанда де Соссюра, психоанализе Зигмунда Фрейда и зеркальной теории Жака Лакана. На протяжении 1970-х гг. его научная деятельность была весомым вкладом в теорию кино во Франции, Великобритании, США и странах Латинской Америки.

## Биография
Родился 12 декабря 1931 года в Безье.
Изучал древнюю историю и классические языки в Высшей нормальной школе, а также получил докторскую степень по общему языкознанию в Сорбонне.
Преподавал в Высшей школе социальных наук.
7 сентября 1993 года покончил жизнь самоубийством.

## Отзывы

### Положительные
Один из издателей научного журнала Camera Obscura Констанс Пенли отмечал, что «современная теория кино началась с Меца».
Киновед Джеффри Новелл-Смит в журнале The Times Literary Supplement отмечал, что «Киносемиотика […] может начинать отсчёт с публикации в 1964 году знаменитого эссе Кристиана Меца „Le cinéma: langue ou langage?“».
Киновед Стивен Хис в журнале Screen писал, что «Любое рассмотрение семиотики по отношению к определённой области, связанной с киноведением, неизбежно приведёт к ссылке на работу Меца. […] Первая книга, которая должна быть упомянута [Язык кино], важна не только потому, что она первая, но и из-за вопросов, которые она поднимает […] вопросов, которые стали ключевыми для современной дискуссии».

## Научные труды

### Монографии
- Essais sur la signification au cinema. T. 1-2. P., 1968-72;
- Langage et cinema. P., 1971;
- Le signifiant imaginaire. Psychanalyse et cinema. P., 1977;
- Essais semiotiques. P., 1977.

### Статьи
- Le cinéma, langue ou langage ? // Communications[англ.]. — 1964.